# Смит, Сидней (писатель)
Сидней Смит (англ. Sydney Smith; 3 июня 1771 года — 22 февраля 1845 года) — английский писатель и англиканский священник.

## Биография
Смит родился в Вудфорде, Эссекс, Англия, в семье торговца Роберта Смита (1739—1827) и Марии Олье (1750—1801). Родители Сиднея страдали эпилепсией. Роберт Смит характеризовался как «человек беспокойной изобретательности и деятельности», «очень умный, странный по своей натуре, но ещё более странный своей внешностью». Он владел 19 различными имениями в Англии.
Свою же живость сам Сидней приписывал своей французской крови — его дед по материнской линии был французским протестантом-беженцем (гугенотом) по имени Олье. Сидней был вторым из четырёх братьев и одной сестры, все дети отличались своими талантами. Двое из братьев, Роберт Перси (известный как «Бобус») и Сесил были отправлены в Итонский колледж, а Сидней с самым младшим братом отправились в Винчестер-колледж, где они настолько отличились успехами в учёбе, что другие ученики колледжа подписали коллективное письмо (англ. Round-robin) с отказом участвовать в школьных конкурсах, если в них допускались Смиты.
В 1789 году Смит стал учиться в Новом колледже Оксфорда; он стал членом совета колледжа через два года, получил диплом в 1792 году, а степень магистра искусств в 1796 году. Он планировал стать адвокатом, но его отец был против, и Сидней с неохотой был вынужден принять сан священника. Он был рукоположен в Оксфорде в 1796 году и стал пастырем (кьюритом) деревни Нетеворон, недалеко от Эймсбери на равнине Солсбери. Смит много сделал для образования местных жителей. Сквайр прихода, Майкл Хикс-Бич, пригласил его, чтобы обсудить кандидатуру наставника для своего старшего сына. Было решено, что учиться следует в университете Йены в Германии, но война помешала им, и «в стрессе политики», как сказал Смит, в 1798 году «мы отправились в Эдинбург». Пока его ученик посещал обязательные лекции, Смит изучал философию под руководством Дугалда Стюарта, а также медицину и химию. Он также проповедовал в епископской часовне, привлекая большую аудиторию.
В 1800 году Смит опубликовал свою первую книгу «Шесть проповедей». Он проповедовал в Часовне Шарлотте-Стрит, Эдинбург, и в том же году женился, против желания её друзей, на Катарине Амелии Пибус. Они поселились на 46-й Джордж-стрит в Эдинбурге, где Смит имел много друзей. Он выступил, вместе с Фрэнсисом Джеффри и др., в числе основателей Эдинбургского обозрения (1802), был назначен редактором и достаточно долго оставался в Эдинбурге, чтобы отредактировать первый номер (октябрь 1802 года). Девизом, который он предложил для журнала, стало «Tenui musam meditamur avena» — «Выращиваем литературу на малом количестве овсяной муки». Однако, действительным девизом стало выражение Публилия Сира «Judex damnatur ubi nocens absolvitur» («судья осужден, когда виновный оправдан»). Он продолжал писать для журнала в течение следующей четверти века, и его блестящие статьи принесли ему всеобщую известность.
В 1803 году Смит покинул Эдинбург и поселился в Лондоне, где быстро стал известен как проповедник, лектор и общественный деятель. Его успех проповедника был таков, что в Беркли-часовне, Мейфэр, где он читал утренние проповеди, часто не было свободных мест, чтобы просто стоять. Он также был «альтернативным вечерним проповедником» в Foundling Hospital и проповедовал в часовне Беркли и часовне Фицрой (ныне — церкви Святого Спасителя) на площади Фицрой. Смит читал лекции по философии в Королевском институте в течение трёх сезонов, с 1804 по 1806 год, и делал это с такой энергией и живостью, что лондонский люд переполнял Альбемарле-стрит с желанием услышать его. Взгляды Смита тогда считались радикальными, но теперь они расцениваются как прогрессивные и дальновидные, он выступал за образование женщин, отмену рабства и преподавание практических, а не академических, знаний. Его лекции были оригинальными и интересными, но он бросил их конспекты в огонь, когда они выполнили свою задачу, позволив ему заработать деньги для меблировки своего дома. Жена Смита спасла обугленные рукописи и опубликовала их в 1850 году как «Элементарные зарисовки нравственной философии».
Старший брат Сиднея, Борис, женился на Кэролайн Вернон, тёте 3-го барона Холланд, и Сидней стал желанным гостем в замке Holland House. Его друзья — виги в течение короткого времени вступили во власть в 1806 году и представили Сиднея жителям Фостон-ле-Клея в Йоркшире. Сначала он был духовником; но в 1808 году был принят закон Спенсера Персеваля о проживании, и в 1809 году Смит покинул Лондон и переехал в Йоркшир. Правительство «Министров всех талантов» было изгнано в 1807 году и сменено партией «без папистов» (антикатоликов). В этом же году Смит опубликовал первый выпуск своей самой известной работы «Peter Plymley’s Letters», посвященной католической эмансипации, высмеивающей оппозицию английского духовенства. Девять других его работ (писем) были опубликованы до конца 1808 года. Публикации шли от имени Питера Пимли, личность которого была секретом, но слухи указывали на заграничное авторство. Лорд Холланд писал Смиту, выражая свое собственное и Гренвилла мнение, что со времён Свифта ничего подобного не было (Memoir, i. 151). Особый, относящийся к тому времени, характер тем, затронутых в этих статьях, не помешал им занять достойное место в литературе из-за своего энергичного, образного стиля, щедрого красноречия и ясности изложения.
В своём приходе, без какого-либо образованного соседа поблизости, Смит завоевал сердца своих прихожан, не имевших в течение 150 лет постоянного священнослужителя. Смит даже временно занял пост Ректора близлежащего Лондосборо (1823—1829) в качестве «греющего постель» для своего соседа, Уильяма Джорджа Говарда, 8-го графа Карлайла.
Сидней имел хозяйство площадью 300 акров (1,2 км²); ветхий его приход требовал перестройки. Все это сопровождалось его вкладом в Эдинбургское обозрение. «Если шансы на жизнь позволили мне появиться», — писал он леди Холланд, «Я покажу вам, что я не был полностью занят малыми и грязными занятиями». Он продолжал выступать в защиту католической эмансипации, его красноречие было специально направлено против тех, кто утверждал, что римско-католический человек не может поверить в свою клятву. «Я бросаю вызов д-ру Дуиньяну», — заявлял он, обращаясь к собранию духовенства в 1823 году, «в полной силе своей неспособности, в самом сильном доступе к этой протестантской эпилепсии, с которой он так часто страдал, чтобы добавить единичную безопасность к безопасности этой присяги». Одной из его самых энергичных и эффективных полемик было «Письмо избирателям по католическому вопросу» (1826).
Спустя двадцать лет жизни в Йоркшире министр Тори, лорд Линдхерст, пожаловал Смита пребендой в Бристольском соборе в 1828 году и дал возможность обменять Фостон на жизнь в Комбе Флори, недалеко от Тонтона, он также жил в Halberton. С этого времени он прекратил писать для Эдинбургского обозрения. Ожидалось, что когда виги придут к власти, Смит станет епископом. Однако Уильям Мельбурн, премьер-министр в то время, был против его назначения. В его работах не было ничего, что могло бы помешать ему. Он был самым нелепым приходским священником. Однако его религия носила практический характер, и его коллеги-клирики подозрительно относились к его ограниченному богословию. Его презрение к энтузиастам и страх перед религиозными эмоциями были выпущены в его горьких нападках на методизм, а также в высмеивании последователей Эдварда Пьюзи. Одной из первых вещей, которые Чарльз Грей сказал входя на Даунинг-стрит, было: «Теперь я смогу сделать что-то для Сиднея Смита»; но он не смог сделать больше, чем назначить его в 1831 году в соборе Святого Павла в обмен на пребенду в Бристоле. Он был столь же нетерпеливым чемпионом парламентской реформы, поскольку он был сторонником католической эмансипации, и одна из его лучших боевых речей была в Тонтоне в октябре 1831 года, когда он сделал свое известное сравнение Палаты лордов с миссис Партингтон из Сидмута, отправившуюся со шваброй и в паттенах (туфли на деревянной подошве), успокаивать Атлантику во время шторма. Когда Смит увидел, что это его назначение создаёт проблемы, он решил не быть епископом и определенно запрещал своим друзьям ходатайствовать за него.
После смерти своего брата Куртенэ Сидней унаследовал 50 000 фунтов стерлингов, что избавило его от нищеты. Его старшая дочь, Саба (1802—1866), вышла замуж за сэра Генри Холланда, а старший сын, Дуглас, умер в 1829 году в начале своей блестящей карьеры. Это горе Сидней никогда не забывал, но ничто не могло полностью разрушить его бодрость и в конце его жизни. Его Три письма к Архидиакону Синглтону в Церковной комиссии (1837-38-39) и его петиции и письма об отказе от долгов штата Пенсильвания (1843) столь же ярки и резки, как и его лучшие статьи в Эдинбургском обозрении.
Смит умер в своем доме на Грин-стрит, Мейфэр в Лондоне и был похоронен на кладбище Кенсал-Грин.

## Наследие
Репутация Смита, как юмориста и острослова, среди современников была столь велика, что ряд высказываний, которые теперь приписываются ему, могут и не принадлежать Смиту. Лорд Хьютон записал, что Смит никогда, кроме как однажды, не шутил относительно какого-либо религиозного предмета, «а в тот раз немедленно взял свои слова обратно и, похоже, стыдился, что он их произнёс». Быть настроенным против энкомиума являлось одной из самых известных черт Смита, к идее его друга Анри Люттрелла, что «небеса» едят паштет фуа-гра под звук труб.
После смерти Смита часто цитировали в английской литературе, он был известен среди американских домохозяйек за его рифмованный рецепт салата.
Маргарет С. Салливан, исследователь творчества Джейн Остин, высказывает предположение, что Генри Тилни, персонаж романа «Нортенгерское аббатство», возможно, был списан со Смита.
Имя и достижения Смита увековечены Ассоциацией Сиднея Смита, благотворительной организацией, целью которой является, среди прочего, переиздание как можно больше его трудов.

## Высказывания
- За исключением цифр, нет ничего более обманчивого, чем факты[6] (Смиту приписывают и противоположное заявление — «Ах, не говорите мне о фактах — я совершенно не верю в факты; вы знаете, Каннинг сказал, что недостовернее фактов могут быть только цифры»[7].)
- В конце жизни свое превосходство ощущают лишь те, кто в начале страдал от неполноценности[7]
- Для богов нет большего удовольствия, чем созерцать борьбу мудреца с лишениями[7]
- Знание — сила, всезнание — слабость[7]
- Какая жалость, что в Англии нет иных развлечений, кроме греха и религии[7]
- Когда творишь, вычеркивай каждое второе слово, стиль от этого только выиграет[7]
- Мы не знаем, что будет завтра; наше дело — быть счастливыми сегодня[7]
- Нет более очаровательной мебели, чем книги[7]
- Сегодня вечером помолюсь за вас, но на особый успех, признаться, не рассчитываю[7]